# Vilarinho de Agrochão
Vilarinho de Agrochão es una freguesia portuguesa del municipio de Macedo de Cavaleiros, con 13,84 km² de superficie y 269 habitantes (2001). Su densidad de población es de 19,4 hab/km².